# قصبة سلوان
قصبة سلوان تقع حوالي تسع كلمترات عن بحيرة مارتشيكا ، وعلى منتهى خاصرة جبل كوروكو، في مستوى مسطح جنوب-شرق التجمع السكني لسلوان حاليا في إقليم الناظور.
تعتبر قصبة سلوان من أهم المعالم التاريخية والأثرية بالإقليم، ونجدها مذكورة في بعض الأدبيات التاريخية( الزياني..) وبعض المؤرخين الأجانب (مولييراس، ميشو بلير،..)، فقد تم تشييدها من طرف السلطان العلوي مولاي إسماعيل بغرض التحكم في قبائل بني يزناسن سنة 1679 كما أورد الزياني الذي يحدد فترة التشييد بدقة. وقد شكلت إلى جانب القصبات الأخرى الموجودة بالإقليم رباطا منيعا ضد الغزوات الاستعمارية. وعرفت القصبة إصلاحات وترميمات سنة 1771 في عهد السلطان سيدي محمد بن عبد الله تزامنت مع إرسال الملك كارلوس الثالث لفيالق الحماية الإسبانية من مليلية إلى طنجة، ثم أعيد الترميم في عهد السلطان سيدي محمد بن عبد الرحمن سنة 1859 خلال فترة حرب مع إسبانيا. وفي عهد مولاي الحسن الأول تم وضع حماية من الجند عددهم 500 رجل سنة 1880 وهو الرقم الذي ارتفع إلى 1500 رجل في عهد ابنه مولاي عبد العزيز.
خلال فترة شق عصا الطاعة من طرف «الروكي بوحمارة» سنة 1905 استقر هذا الأخير بقصبة سلوان، ولم يغادرها إلا بعد حرقها سنة 1908 هاربا نحو ملوية متابعا من طرف القبائل الثائرة.